# Sender Türi
Der Sender Türi war ein Rundfunksender des estnischen Rundfunks in der Nähe der Stadt Türi.
Der Sender nahem am 15. Oktober 1937 den Probebetrieb und am 18. Dezember 1937 den regulären Sendebetrieb auf. Als Sendeantenne verwendete die Station, welche auf der Frequenz 731 kHz (Wellenlänge: 410 m) arbeitete, einen 196,6 m hohen, gegen Erde isolierten, freistehenden Stahlfachwerkturm mit dreieckigem Querschnitt, der in 19 Tagen erbaut wurde und seinerzeit das höchste Bauwerk Nordeuropas darstellte. Die Baukosten betrugen 904.000 Kronen.
Der Sendeturm wurde 1941 beim Rückzug der sowjetischen Truppen gesprengt. Die Straße, an der der Sendemast stand, heißt noch heute „Raadiojaama“ (Radiostation).